# Deiroderes inermis
Deiroderes inermis är en insektsart som beskrevs av Ramos 1957. Deiroderes inermis ingår i släktet Deiroderes och familjen hornstritar. Inga underarter finns listade i Catalogue of Life.